# Moranila
Moranila is een geslacht van vliesvleugeligen uit de familie Pteromalidae. De wetenschappelijke naam van dit geslacht is voor het eerst geldig gepubliceerd in 1883 door Cameron.

## Soorten
Het geslacht Moranila omvat de volgende soorten:
- Moranila aotearoae Berry, 1995
- Moranila australica (Girault, 1917)
- Moranila baeusomorpha (Girault, 1915)
- Moranila brunneiventris (Girault, 1915)
- Moranila californica (Howard, 1881)
- Moranila comperei (Ashmead, 1904)
- Moranila pini (Girault, 1925)
- Moranila strigaster Berry, 1995
- Moranila viridivertex (Girault, 1927)